# Orchestina setosa
Orchestina setosa é uma espécie de aranha pertencente à família Oonopidae.